# 滝子通
滝子通（たきごとおり）は愛知県名古屋市昭和区にある町名。現行行政地名は滝子通1丁目から滝子通4丁目。住居表示未実施。

## 地理
名古屋市昭和区の南東部に位置し、東に広見町、西に東郊通、北に円上町と滝子町、南に瑞穂区太田町と竹田町と瑞穂町に接する。
江戸時代までは、「御器所三泉」と呼ばれる湧水が湧き出ていたという。

## 歴史

### 町名の由来
御器所町字滝子に由来する。「広見池」という池の水が現在の名古屋市立大学滝子キャンパス付近に流れ出し、滝を成していた。このことから「滝郷」と呼ばれ、転じて「滝子」となった。

### 沿革
- 1931年（昭和6年）4月1日 - 中区御器所町および瑞穂町の各一部により、同区滝子通として成立[6]。
- 1934年（昭和9年）7月20日 - 中区御器所町の一部を編入する[6]。
- 1936年（昭和11年）1月7日 - 養鶏に関する雑誌や書籍の出版および機械製造販売を行う養鶏之日本社が資本金2万円で設立される[7]。
- 1937年（昭和12年）10月1日 - 昭和区に編入され、同区滝子通となる[6]。
- 1972年（昭和47年）8月1日 - 一部が昭和区滝子町[8]および円上町[6]に編入される。

## 世帯数と人口
2019年（平成31年）1月1日現在の世帯数と人口は以下の通りである。
| 町丁   | 世帯数  | 人口  |
| ------ | ------- | ----- |
| 滝子通 | 321世帯 | 585人 |

## 学区
市立小・中学校に通う場合、学校等は以下の通りとなる。また、公立高等学校に通う場合の学区は以下の通りとなる。
| 丁目        | 番・番地等 | 小学校                 | 中学校               | 高等学校 |
| ----------- | ---------- | ---------------------- | -------------------- | -------- |
| 滝子通1丁目 | 全域       | 名古屋市立村雲小学校   | 名古屋市立円上中学校 | 尾張学区 |
| 滝子通2丁目 | 全域       | 名古屋市立村雲小学校   | 名古屋市立円上中学校 | 尾張学区 |
| 滝子通3丁目 | 全域       | 名古屋市立村雲小学校   | 名古屋市立円上中学校 | 尾張学区 |
| 滝子通4丁目 | 全域       | 名古屋市立御器所小学校 | 名古屋市立桜山中学校 | 尾張学区 |

## 交通
- 愛知県道29号弥富名古屋線（八熊通）

## 施設
- 東海労働金庫 名古屋東支店
- 大垣共立銀行 高辻支店

## その他

### 日本郵便
- 郵便番号 : 466-0055[2]（集配局：昭和郵便局[11]）。